# Carl Bennet
Carl Reinhold Adolf Bennet, född 19 augusti 1951 i Fjärestads församling utanför Helsingborg, är en svensk friherre och industriman, huvudägare och styrelseordförande i Getinge, Lifco och Elanders samt styrelseledamot i de börsnoterade bolagen Holmen och Lundbergs. 
Carl Bennet växte upp på herrgården Fjerrestadstorp i Skåne. Hans far Bengt Gustaf Adolf Bennet var godsägare och kapten i Skånska dragonregementets reserv och hans mor var Caroline Bennet (född Barnekow). Släkten härstammar från Jakob Bennet, som kom till Sverige från Skottland på 1600-talet och adlades.
Senare utbildade sig Bennet till civilekonom på Göteborgs universitet. Hans karriär började med arbete på Kockums finansavdelning i Malmö på 1970-talet. Han började på Electrolux 1980, där även hans blivande kompanjon Rune Andersson var anställd. Efter att bland annat varit VD för Electrolux Storkök i Alingsås gick Bennet tillsammans med Andersson in som storägare i medicinföretaget Getinge AB, där han även var VD 1989–97. Mellan 1997 och 1999 var Carl Bennet VD i tryckerikoncernen Elanders. Åren 2001–07 var han styrelseledamot i Boliden AB, bland annat som ordförande.
Han är teknologie hedersdoktor vid Luleå tekniska universitet och hedersdoktor vid Sahlgrenska Akademin vid Göteborgs Universitet sedan 2019 samt ledamot av Ingenjörsvetenskapsakademien.